# Lijst van voetbalinterlands Irak - Libanon
Deze lijst van voetbalinterlands is een overzicht van alle officiële voetbalwedstrijden tussen de nationale teams van Irak en Libanon. De landen hebben tot op heden achttien keer tegen elkaar gespeeld. De eerste ontmoeting, een wedstrijd tijdens de Arab Nations Cup 1964, werd gespeeld in Koeweit op 17 november 1964. Het laatste duel, een kwalificatiewedstrijd voor het Wereldkampioenschap voetbal 2022, vond plaats op 1 februari 2022 in Sidon.

## Wedstrijden
| №  | Plaats  | Datum            | Competitie                 | Wedstrijd      | Uitslag |
| -- | ------- | ---------------- | -------------------------- | -------------- | ------- |
| 1  | Koeweit | 17 november 1964 | Arab Nations Cup 1964      | Irak − Libanon | 1 − 0   |
| 2  | Caïro   | 22 augustus 1965 | Pan-Arabische Spelen 1965  | Irak − Libanon | 0 − 0   |
| 3  | Bagdad  | 1 april 1966     | Arab Nations Cup 1966      | Irak − Libanon | 0 − 0   |
| 4  | Bangkok | 22 december 1971 | Azië Cup 1972 kwalificatie | Irak − Libanon | 4 − 1   |
| 5  | Amman   | 11 juli 1988     | Arab Nations Cup 1988      | Irak − Libanon | 0 − 0   |
| 6  | Beiroet | 21 augustus 1997 | Vriendschappelijk          | Libanon − Irak | 0 − 2   |
| 7  | Beiroet | 17 november 1998 | Vriendschappelijk          | Libanon − Irak | 0 − 2   |
| 8  | Beiroet | 18 november 1998 | Vriendschappelijk          | Libanon − Irak | 0 − 2   |
| 9  | Amman   | 27 augustus 1999 | Pan-Arabische Spelen 1999  | Irak − Libanon | 4 − 0   |
| 10 | Amman   | 23 mei 2000      | West-Azië Cup 2000         | Libanon − Irak | 1 − 2   |
| 11 | Beiroet | 15 oktober 2000  | Azië Cup 2000              | Libanon − Irak | 2 − 2   |
| 12 | Beiroet | 31 januari 2001  | Vriendschappelijk          | Libanon − Irak | 0 − 0   |
| 13 | Djedda  | 24 juni 2012     | Arab Nations Cup 2012      | Irak − Libanon | 1 − 0   |
| 14 | Beiroet | 8 oktober 2013   | Vriendschappelijk          | Libanon − Irak | 1 − 1   |
| 15 | Sidon   | 26 augustus 2015 | Vriendschappelijk          | Libanon − Irak | 2 − 3   |
| 16 | Karbala | 30 juli 2019     | West-Azië Cup 2019         | Irak − Libanon | 1 − 0   |
| 17 | Doha    | 7 oktober 2021   | WK 2022 kwalificatie       | Irak − Libanon | 0 − 0   |
| 18 | Sidon   | 1 februari 2022  | WK 2022 kwalificatie       | Libanon − Irak | 1 − 1   |

## Samenvatting
| Competitie            | Totaal gespeeld | Winst Irak | Gelijk | Winst Libanon | Doelsaldo Irak – Libanon |
| --------------------- | --------------- | ---------- | ------ | ------------- | ------------------------ |
| WK-kwalificatie       | 2               | 0          | 2      | 0             | 1 − 1                    |
| Azië Cup              | 1               | 0          | 1      | 0             | 2 − 2                    |
| Azië Cup-kwalificatie | 1               | 1          | 0      | 0             | 4 − 1                    |
| West-Azië Cup         | 2               | 2          | 0      | 0             | 3 − 1                    |
| Arab Nations Cup      | 4               | 2          | 2      | 0             | 2 − 0                    |
| Pan-Arabische Spelen  | 2               | 1          | 1      | 0             | 4 − 0                    |
| Vriendschappelijk     | 6               | 4          | 2      | 0             | 10 − 3                   |
| Totaal                | 18              | 10         | 8      | 0             | 26 − 8                   |

IFA · A-internationals · Statistieken · Iraaks vrouwenelftal · Irak U21 · Irak U20 · Irak U19 · Irak U18 · Irak U17
1950 – 1969 ·
1970 – 1979 ·
1980 – 1989 ·
1990 – 1999 ·
2000 – 2009 ·
2010 – 2019 ·
2020 − 2029
Afghanistan ·
Algerije ·
Argentinië ·
Australië ·
Azerbeidzjan ·
Bahrein ·
België ·
Bolivia ·
Botswana ·
Brazilië ·
Cambodja ·
Chili ·
China ·
Colombia ·
Congo-Kinshasa ·
Cyprus ·
DDR ·
Ecuador ·
Egypte ·
Estland ·
Filipijnen ·
Finland ·
Ghana ·
Guinee ·
Hongkong ·
India ·
Indonesië ·
Iran ·
Japan ·
Jemen ·
Jordanië ·
Kazachstan ·
Kenia ·
Kirgizië ·
Koeweit ·
Libanon ·
Liberia ·
Libië ·
Macau ·
Maleisië ·
Marokko ·
Mauritanië ·
Mexico ·
Myanmar ·
Nepal ·
Nieuw-Zeeland ·
Noord-Korea ·
Oeganda ·
Oezbekistan ·
Oman ·
Pakistan ·
Palestina ·
Paraguay ·
Peru ·
Polen ·
Qatar ·
Roemenië ·
Rusland ·
Saoedi-Arabië · 
Sierra Leone · 
Singapore ·
Soedan ·
Spanje · 
Sri Lanka ·
Syrië · 
Tadzjikistan · 
Taiwan · 
Thailand · 
Trinidad en Tobago ·
Tunesië ·
Turkije ·
Turkmenistan ·
Uruguay ·
Verenigde Arabische Emiraten ·
Vietnam ·
Zambia ·
Zuid-Afrika ·
Zuid-Jemen ·
Zuid-Korea
FLFA · 
A-internationals · 
Libanees vrouwenelftal
1940 – 1949 · 
1950 – 1959 · 
1960 – 1969 · 
1970 – 1979 · 
1980 – 1989 · 
1990 – 1999 · 
2000 – 2009 · 
2010 – 2019 ·
2020 − 2029
Afghanistan ·
Algerije ·
Armenië ·
Australië ·
Bahrein ·
Bangladesh ·
Bhutan ·
Bulgarije ·
Cambodja ·
China ·
Cyprus ·
Djibouti ·
Ecuador ·
Egypte ·
Equatoriaal-Guinea ·
Estland ·
Filipijnen ·
Gabon ·
Georgië ·
Hongarije ·
Hongkong ·
India ·
Irak ·
Iran ·
Jemen ·
Jordanië ·
Kazachstan ·
Kirgizië ·
Koeweit ·
Laos ·
Libië ·
Malediven ·
Maleisië ·
Malta ·
Marokko ·
Mauritanië ·
Mongolië ·
Montenegro ·
Myanmar ·
Namibië ·
Nieuw-Zeeland ·
Noord-Korea ·
Noord-Macedonië ·
Oeganda ·
Oezbekistan ·
Oman ·
Oost-Timor ·
Pakistan ·
Palestina ·
Qatar ·
San Marino ·
Saoedi-Arabië ·
Singapore ·
Slowakije ·
Soedan ·
Somalië ·
Sri Lanka ·
Syrië ·
Tadzjikistan ·
Thailand ·
Tsjechië ·
Tunesië ·
Turkije ·
Turkmenistan ·
Vanuatu ·
Verenigde Arabische Emiraten ·
Vietnam ·
Zuid-Korea